# Hemileuca maia
Hemileuca maia es un insecto común que se encuentra en los bosques de robles, que se extiende en los Estados Unidos desde la Florida peninsular hasta Nueva Inglaterra, y hasta el oeste de Texas y Kansas. Fue descrito por primera vez por Dru Drury en 1773. Las larvas generalmente emergen en una sola generación en la primavera. Las larvas están cubiertas de espinas huecas que están unidas a un saco de veneno. El veneno puede causar síntomas que van desde picazón, picazón y ardor hasta náuseas. La subespecie Hemileuca maia maia figura como en peligro de extinción en el estado estadounidense de Connecticut.
Las larvas se alimentan de varios robles, incluido el roble de matorral (Quercus ilicifolia), el roble vivo (Quercus virginiana), el roble de blackjack (Quercus marilandica), el roble blanco (Quercus alba) y el roble enano de chinquapin (Quercus prinoides).
Los huevos generalmente son puestos en racimos espirales sobre ramitas de roble. Las larvas maduras ingresan al suelo o la hojarasca para pupar a fines de julio y emergen entre octubre y febrero siguiente como adultos para aparearse y poner huevos. En Louisiana, particularmente en ciudades como Baton Rouge o Nueva Orleans, donde el uso de robles vivos como árboles callejeros es extenso, las orugas pueden convertirse en una molestia significativa para los humanos. Las orugas de esta polilla también pueden ser una molestia en algunas áreas de Virginia, como la Reserva Goshen Scout, donde son infames por picar a las personas que van a un campamento de verano en el área.

## Taxonomía
H. maia pertenece a la familia Saturniidae y al género Hemileuca. Actualmente hay 34 especies conocidas en el género Hemileuca. Debido a las similitudes en las características de las larvas, el fenotipo adulto y las fuentes de alimentos, se han formado varios grupos dentro del género. H. maia es miembro del grupo maia del género Hemileuca.
Hay once especies en el complejo de especies de Hemileuca maia y cuatro subespecies de H. maia:
- Hemileuca maia (Drury, 1773)
  - Hemileuca maia maia (Drury, 1773)
  - Hemileuca maia sandra Pavulaan, 2020
  - Hemileuca maia warreni Pavulaan, 2020
  - Hemileuca maia orleans Pavulaan, 2020
  - Hemileuca maia menyanthevora Pavulaan, 2020
- Hemileuca grotei Grote & Robinson, 1868
- Hemileuca nevadensis Stretch, 1872
- Hemileuca juno Packard, 1872
- Hemileuca diana Packard, 1874
- Hemileuca lucina H. Edwards, 1887
- Hemileuca artemis Packard, 1893
- Hemileuca slosseri Peigler & Stone, 1989
- Hemileuca peigleri Lemaire, 1981
- Hemileuca artemis Packard, 1893
- Hemileuca iroquois Cryan & Dirig, 2020

Hemileuca maia menyanthevora fue descrita originalmente como una subespecie de Hemileuca maia el 1 de abril de 2020. Cryan y Dirig (2020) describieron posteriormente el mismo taxón que la especie Hemileuca iroquois, pero los nombres no han sido formalmente sinonimizados ni se ha cambiado el estado (especie / subespecie) de ninguno de los nombres.